# 南泰因賽德
南泰恩賽德（英語：South Tyneside），英國英格蘭東北區域泰恩-威爾郡的都市自治市，毗鄰北泰因賽德。

## 友好城市
- 法國 塞纳河畔埃皮奈

## 人口
於2005年，約有151,300人。